# Lúcio Cornélio Cina
Lúcio Cornélio Cina (m. 84 a.C.; em latim: Lucius Cornelius Cinna), conhecido apenas como Cina, foi um político da gente Cornélia da República Romana eleito cônsul quatro vezes seguidas, entre 87 e 84 a.C., servindo respectivamente com Cneu Otávio, Caio Mário (e Lúcio Valério Flaco depois de sua morte), e Cneu Papírio Carbão nos dois últimos anos. Este período, intercalado entre a primeira e a segunda marchas de Sula sobre Roma é conhecido como Regnum Cinnanum, no qual a facção dos populares, da qual era líder, assumiu completamente o controle das instituições romanas. Cina era filho de Lúcio Cornélio Cina, cônsul em 127 a.C., e pai (ou avô) de Lúcio Cornélio Cina, cônsul sufecto em 32 a.C., e de Cornélia Cinila, esposa de Júlio César e mãe da única filha biológica dele, Júlia.
O principal impacto do regime de Cina sobre a política romana foi sua habilidade em mascarar sua tirania na forma de um aparente governo constitucional, um viés político que ele transmitiu a seu genro, o futuro ditador Júlio César.

## Ascensão

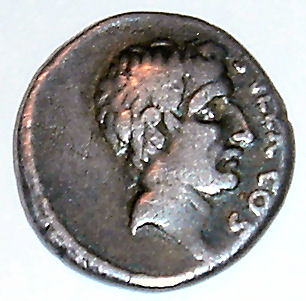
Moeda com uma efígie de Sula, um aliado nos primeiros anos da carreira de Cina, e depois um grande adversário, apesar de os dois jamais terem se enfrentado.

Não se sabe muito sobre Cina antes de sua candidatura ao consulado em 87 a.C.. Ele já tinha status pretorial durante a Guerra Social, o que indica que já havia sido eleito pretor antes disto. Cina foi eleito com Cneu Otávio, mas os historiadores divergem sobre quem teria apoiado sua candidatura, sobre quais eram seus próprios objetivos políticos e sobre quais causas ele já defendia. Todos parecem concordar, porém, numa cadeia bem determinada de eventos. Ele foi eleito logo num momento em que Sula, o cônsul, era muito impopular entre as camadas mais baixas da sociedade romana e entre os aliados itálicos por ter apoiado o Senado para bloquear o avanço de seus direitos, especialmente a ampliação da cidadania romana. Por isto, a população havia intencionalmente eleito, nas assembleias da plebe, candidatos (provavelmente para tribunos da plebe) que não tinham apoio de Sula. Para as eleições consulares, realizadas pela Assembleia das centúrias, sobre a qual ele tinha um pouco mais de controle ou, pelo menos, controle suficiente para se certificar que ninguém que apoiava seu grande rival, Mário, pudesse ser eleito.
Aparentemente, Sula apoiou Cina como um candidato intermediário, mas certamente não confiava nele, como revela uma anedota preservada por Plutarco. Imediatamente depois da eleição, Sula obrigou que ele lhe jurasse lealdade a ele levando uma pedra até o Capitólio e a atirasse de lá "rezando para, se fracassasse em preservar sua boa-fé por Sula, que fosse atirado de Roma como a pedra foi atirada por sua mão". De alguma forma, Cina então conseguiu o apoio que precisava para ser eleito. Várias teorias sobre quem o apoiou e por que foram propostas com base no que ele fez durante seus mandatos, mas todos concordam que Sula estava correto em sua desconfiança. Cneu Otávio, seu colega, foi eleito em condições relativamente iguais, embora Otávio, um dos optimates, tivesse mais apoio de Sula.

## Primeiro consulado e exílio
Uma das primeiras decisões de Cina como cônsul foi a de não deixar seu juramento a Sula influenciar suas decisões como cônsul. Ele argumentou que o juramento não deveria impedi-lo de ajudar o povo de Roma. Logo depois, Cina tratou de tentar remover Sula da cidade, acusando-o de algum crime logo no início do mandato. Sula, ao invés de enfrentar a acusação, escapou com seu exército e seguiu com ele para o oriente, com a intenção de lutar contra Mitrídates VI do Ponto na Beócia, o que deixou Otávio e o Senado com a missão de defender suas causas em Roma. O próprio Cina chegou a defender muitas delas, o que levantou a suspeita entre os historiadores sobre seus objetivos originais e, principalmente a acusações de que ele teria escolhido estas causas por ter sido subornado.
Duas delas são mais importantes, a dos exilados e a dos italianos (os socii - "sócios"). Caio Mário e seus aliados assim como muitos dos mais proeminentes aliados de Públio Sulpício Rufo haviam sido exilados durante o consulado de Sula, mas ainda eram muito populares. É claro que haveria posteriormente ligações entre Cina e este grupo, mas não se sabe em que ponto exatamente Cina passou a apoiá-los diretamente. A causa dos italianos era claramente mais ligada a Cina e estava relacionada aos "homens novos" (ou "novos cidadãos"). Estes eram membros das tribos italianos que haviam recebido a promessa de cidadania romana em troca da paz na Guerra Social. Tecnicamente, eles a receberam, mas de uma forma que os privava de qualquer poder real. Cina, mesmo antes de sua eleição, parece ter sido um defensor desta causa em particular. Certamente foi favorável depois e lutou para aumentar os direitos dos italianos, especialmente contra Otávio, que tentava manter o status quo. Esta disputa resultou em uma das maiores brigas de rua na história de Roma, entre os aliados de Otávio e os aliados de Cina. Apesar de Apiano afirmar que Cina não tinha apoio nenhum dos "antigos cidadãos" para nada, incluindo nesta briga, esta afirmação é muito improvável, pois nenhuma de suas leis teria aparentado ser uma ameaça sem pelo menos algum apoio de seu partido. O motivo pelo qual "antigos cidadãos" o apoiarem e quantos o fizeram, é completamente desconhecido. O fato é que Otávio usou esta briga de rua, a maior até então realizada no Fórum Romano, para justificar o exílio imediato de Cina, depondo-o da função de cônsul e removendo sua cidadania, um ato que permaneceu na memória de muitos historiadores posteriores, que acusaram Cina de atuar como ditador, a única magistratura que tinha poder para depor e nomear cônsules. Por isto, a deposição foi considerada ilegal e inconstitucional e é o único caso do tipo em toda a história da República Romana.

## Preparativos no exílio

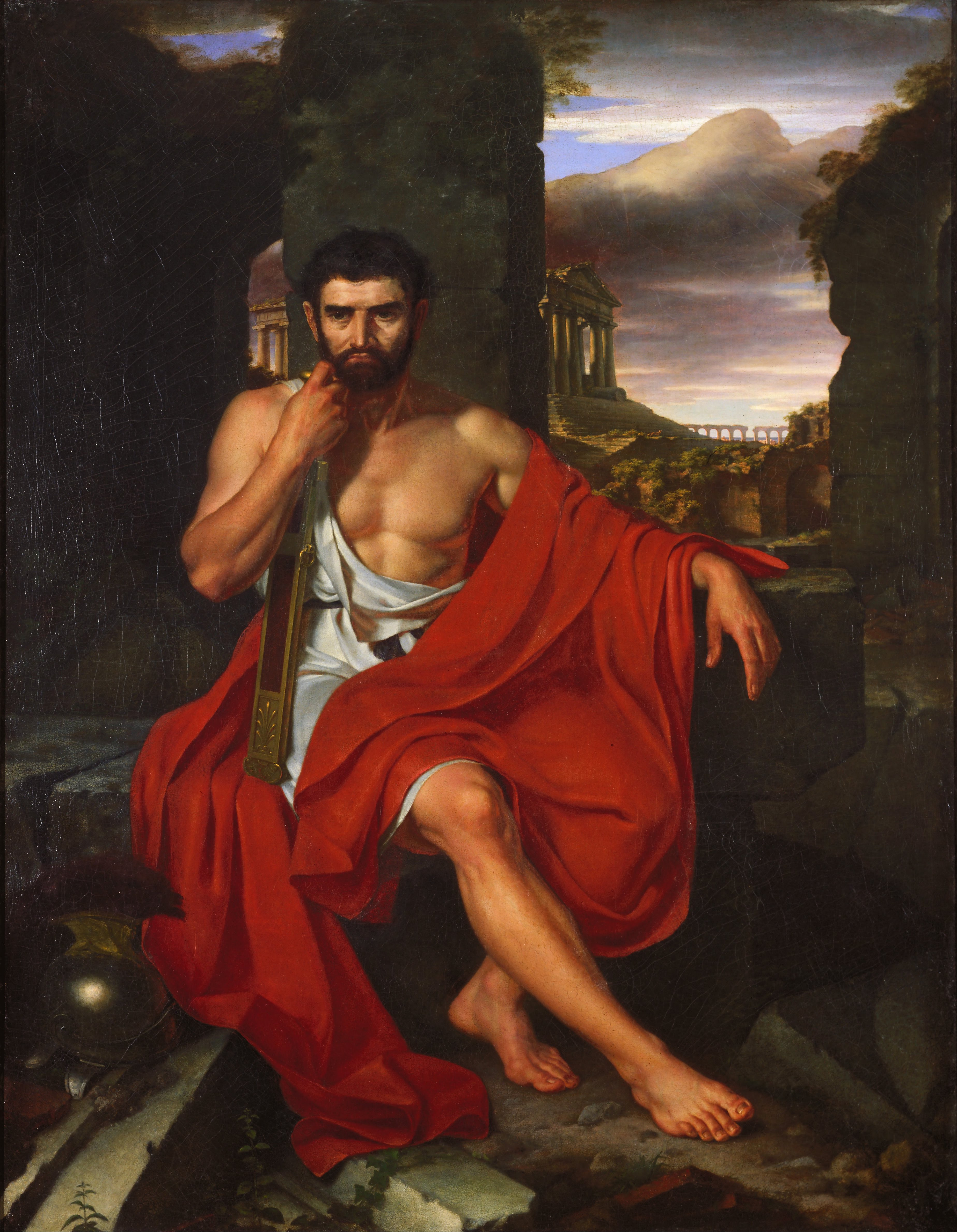
Caio Mário, líder dos populares e aliado de ocasião de Cina, nas ruínas de Cartago durante seu exílio na África romana depois da Primeira Guerra Civil de Sula. Muitos dos atos mais violentos do regime de Cina são atribuídos a Mário, que morreria logo depois de sua conquista de Roma e de realizar a sua vingança contra os que o exilaram.
1807. Por John Vanderlyn, no Fine Arts Museums of San Francisco, nos EUA.

Cina fugiu para Nola imediatamente começou a alistar um exército entre seus aliados italianos. Sua ligação com a causa dos sócios parece ter sido muito forte, pois suas forças rapidamente cresceram (apesar das muitas acusações de suborno presentes nos antigos relatos). Segundo estes relatos, Cina teria subornado forças romanas na região, especialmente as leais a Ápio Cláudio Pulcro. Neste ponto, a ligação de Cina com o grupo de populares de Mário ficou bem evidente, pois ele o chamou para voltar da Itália para juntarem forças. Os dois então planejaram a retomada da cidade. Enquanto isto, Sula dava início à sua campanha na Primeira Guerra Mitridática no oriente enquanto Otávio, em Roma, nomeava Lúcio Cornélio Mérula, o flâmine dial de Júpiter, como cônsul sufecto na posição de Cina.
Aos dois,  uniram-se Quinto Sertório e outros exilados, que apoiaram no recrutamento, alistando inclusive escravos com a promessa de liberdade. Os exércitos de Cina e Mário, este composto principalmente de forças alistadas na África, onde estava exilado, marcharam pela zona rural, cortando as linhas de suprimento entre Roma e as cidades vizinhas, especialmente Óstia, a qual Mário capturou com violência. Mário avançou pelo norte e Cina, pelo Sul. A defesa de Roma foi comandada por Otávio e pelo grande general Pompeu Estrabão, mas acabou sendo ineficaz por causa da ambiguidade política de Estrabão e por uma epidemia.

## Invasão de Roma
Cina e Mário chegaram a Roma com quatro exércitos, dois deles comandados por Quinto Sertório e Cneu Papírio Carbão. A primeira grande batalha deste conflito ocorreu no Janículo, na qual as forças de Otávio saíram vitoriosas, mas sofrendo grandes perdas, o que desmoralizou o exército de Otávio, mas em nada atrapalhou o cerco de Cina e Mário. Finalmente, depois de várias escaramuças nas periferias de Roma, negociadores conseguiram uma promessa de Cina de que ele "não causaria propositalmente a morte de ninguém ao reentrar em Roma". Assim, no final de 87 a.C., Cina, reinstalado como cônsul depois da renúncia de Mérula, entrou na cidade com seus exércitos. Neste ponto, porém, Mário insistiu que só entraria novamente em Roma quando seu exílio fosse oficialmente repelido. O Senado rapidamente começou uma votação para adiantar a aprovação, mas, antes que pudesse terminar, Mário se despiu de quaisquer fingimentos e entrou na cidade com seus próprios homens, conhecidos como "bardyiae", uma unidade de escravos assassinos que respondiam diretamente a Mário. Segundo os antigos historiadores, Mário então lavou a cidade com sangue, assassinando qualquer um que tivesse demonstrado o mínimo apoio a Sula, que fosse rico demais ou que fosse um inimigo pessoal seu. O próprio Otávio foi o primeiro de uma longa lista de perseguidos, incluindo Quinto Lutácio Cátulo, Públio Licínio Crasso Dives (pai de Crasso) e um de seus filhos; Marco Antônio Orador, cônsul em 99 a.C. e avô de Marco Antônio, o flâmine dial Lúcio Cornélio Mérula, Lúcio Júlio César, seu irmão, Caio Júlio César Estrabão Vopisco, Públio Cornélio Lêntulo Sura, Caio Atílio Serrano, Marco Bébio, Caio Nementório, Marco Cecílio Cornuto e Quinto Ancário. O jovem Marco Licinio Crasso refugiou-se na Hispânia e Quinto Cecílio Metelo Pio, o fiel aliado de Sula, na África. Estas alegações são provavelmente muito exageradas ou adições posteriores, pois não aparecem sequer nas memórias do próprio Sula, uma fonte que, pode-se supor, seria enviesada contra Mário. Todos os historiadores concordam que Cina se distanciou desta matança indiscriminada, ordenando apenas as mortes de Otávio e de outros que representavam ameaças políticas mais imediatas.
Finalmente, "Cina viu assassinatos demais" e ele e Sertório, que depois governaria na Hispânia, emboscaram os "bardyiae" enquanto dormiam, encerrando assim seu reino de terror. Mário e Cina foram declarados cônsules, Sula foi declarado inimigo público, suas posses foram confiscadas e sua casa foi destruída. Cina nomeou o jovem Júlio César como novo flâmine dial por ordem de Mário, que, saciada sua sede de vingança, morreu poucos dias depois de iniciado o seu sétimo consulado (13 de janeiro de 86 a.C.).

## Dominatio Cinnae

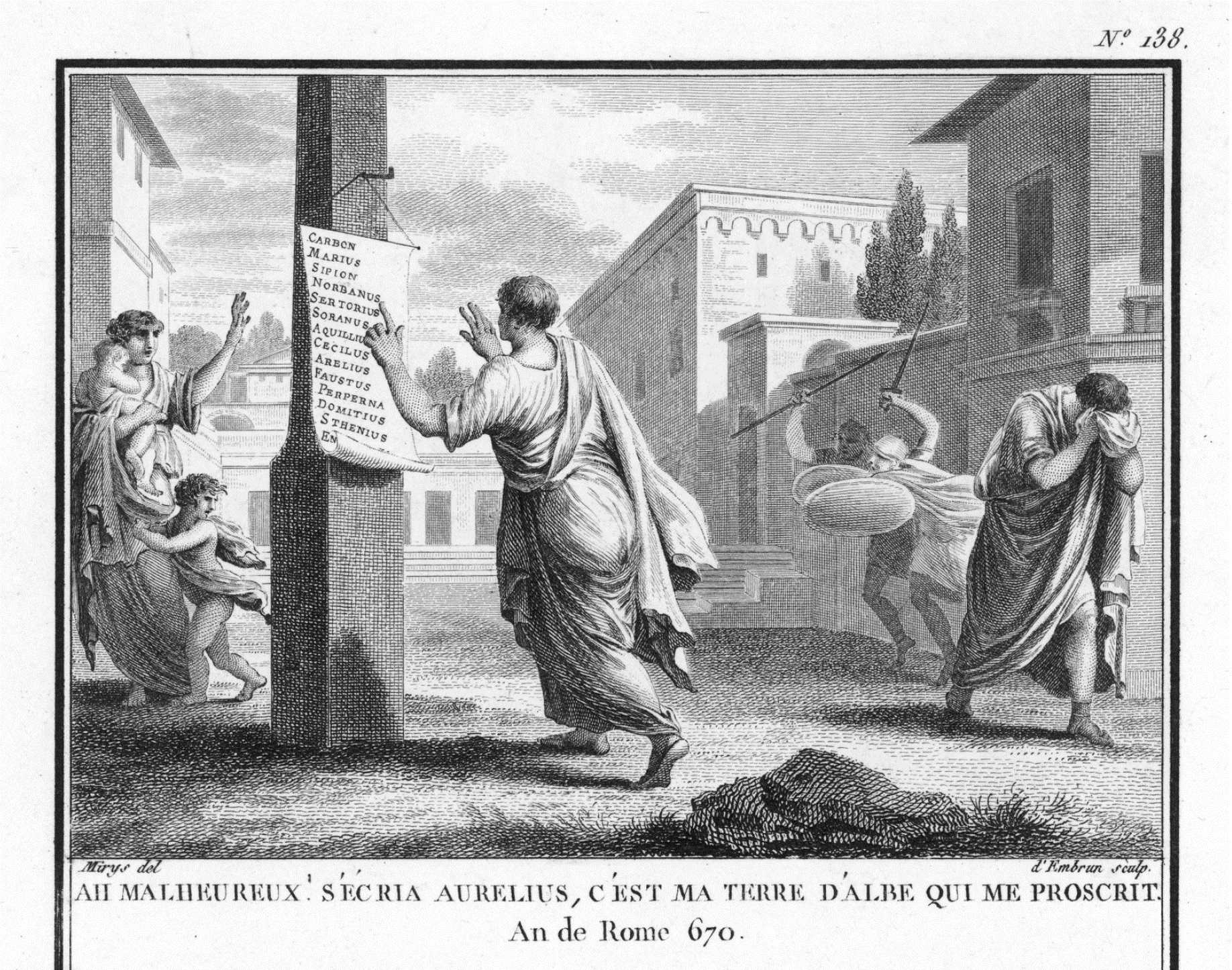
Depois que Sula partiu para a Primeira Guerra Mitridática, no oriente, Mário retornou do exílio na África e, com o apoio de Cina, iniciou-se um período de domínio dos populares. Um dos primeiros decretos do novo Senado foi o exílio de Sula, que ainda comandava suas forças no oriente.

Esta eleição marca o começo do "Regnum Cinnanum" ou "Dominatio Cinnae", um período no qual, como Mário em finais do século II a.C., Cina ostentou o consulado consecutivamente com objeto de efetuar uma série de reformas que considerava indispensáveis para a sobrevivência do Estado. Neste senso, o seu governo foi uma autocracia revolucionária (Salústio chamou-o tirano), que segundo autores antigos, interrompeu a continuidade legítima no exercício do poder. Segundo o optimate Cícero, durante o período a República "careceu de leis e de dignidade".
Porém, muito do aconteceu em Roma durante este período não está tão bem documentado quanto outras partes da vida de Cina. Depois da morte de Mário, Lúcio Valério Flaco foi nomeado cônsul sufecto para terminar seu mandato. Cina demonstrou uma política moderada tratando inclusive de se atrair o Senado ou ao menos de não criar animosidades com ele. Não rompeu com o "mos maiorum" (a lei tradicional) nem atuou como um popular radical: não promulgou leis agrárias, nem alterou os mecanismos das assembleias; não alterou as leis referentes à distribuição de alimentos (leges frumentariae) e nem avançou praticamente nenhuma pauta que se costuma ser considerado popular. Ele também não tocou na polêmica questão da composição dos tribunais ou sua devolução aos equestres, neste caso por que não precisava, dado o seu domínio dos mecanismos do Estado e do próprio Senado, livre de optimates. O grande feito de Flaco nesta época foi a aprovação da Lex Valeria de aere alieno, uma tentativa desesperada de colocar em ordem as combalidas finanças da República.
Em 85 a.C., Cina tentou reviver a proposta de Públio Sulpício Rufo que solidificava a cidadania dos aliados italianos, mas conseguiu colocá-la em prática rapidamente, pois o censo do ano seguinte, comandado por Lúcio Márcio Filipo (que havia sido contra a proposta do tribuno Marco Lívio Druso de expansão da cidadania) e Marco Perperna, listou 463 000 cidadãos. Este número não representa um aumento significativo em relação aos números de 115-114 a.C., no qual o número total foi 394 336 para que se considere que tenha contado com o acréscimo dos italianos. Porém, a atenção de Cina enquanto governava estava voltada para como ele lidaria com Sula. Flaco recebeu o comando da guerra contra Mitrídates, o que Sula interpretou como sendo uma ameaça e rapidamente marchou para interceptá-lo.
Flaco não era popular entre as tropas e muitos de seus soldados desertaram para o lado de Sula. Os que permaneceram, o fizeram principalmente por causa de um de seus legados, Caio Flávio Fímbria, que usou sua popularidade e influência entre as tropas para convencê-los a ficar, o que não beneficiou o próprio Flaco por muito tempo, pois Fímbria conspirou para que ele fosse morto e assumiu o comando da guerra contra Mitrídates (e Sula). Ela ainda tentou propor a paz a Sula, mas ele e Mitrídates já haviam chegado num acordo favorável a ambas as partes, o que esvaziou as propostas de Fímbria. Depois de confirmar a paz com o Reino do Ponto, Sula seguiu para negociar com Fímbria, o que provocou uma deserção em massa no exército de Fímbria, que se matou.
Depois de terminar a guerra no oriente por mais algum tempo, Sula cruzou de volta para a Itália. Ele enviou cartas aos italianos para tentar aliviar o temor de que ele retiraria sua recém-conquistada cidadania e uma outra ao Senado na qual se auto-elogiava por suas vitórias sobre Mitrídates, assegurando os senadores de que os exilados por Cina estavam com ele e que ele traria uma rápida retribuição para os que fossem culpados pelo seu sofrimento e do Senado. Cina e Caio Papírio Carbão, seu colega cônsul em 85 a.C., se prepararam para a guerra. As eleições daquele ano foram adiadas naquele ano e os dois foram considerados re-eleitos para que houvesse a necessidade de um deles voltar a Roma para participar da eleição. É improvável que este ato tenha sido contestado, pois Cina e seus aliados tinham poder suficiente para conter qualquer um que quisesse concorrer numa eleição contra eles. Ao obedecer a constituição, Cina estava em posição de agir como um monarca dando a impressão de estar seguindo a vontade do povo. Conforme Cina e Carbão redobravam seus esforços para a guerra contra Sula, o próprio Cina ignorava que não seria a batalha, mas os preparativos para a guerra, que tirariam a sua vida.

## Morte
Cina foi assassinado num motim de seus próprios soldados em 84 a.C.. O exército estava concentrado em Ancona com ordens a ordem de cruzar para a costa liburnina, o que desencadeou um motim militar entre os soldados, já pouco motivados para a guerra que se aproximava, especialmente pela ausência de qualquer saque ou butim a ser amealhado. A insatisfação cresceu quando eles souberam que o segundo grupo de soldados, ainda em trânsito, havia sofrido um naufrágio numa tempestade e os sobreviventes haviam voltado para suas casas. Cina, que se encontrava em Brundísio (atual Brindisi) para embarcar as suas tropas rumo a Tessália, foi até lá reprimi-lo. Cina ordenou uma assembleia para aterrorizar seus homens e recuperar a ordem. Um de seus lictores atacou um soldado que estava no caminho de Cina quando ele chegou na assembleia e, quando o soldado revidou, Cina ordenou que ele fosse preso. Indignado, um outro soldado atirou uma pedra em Cina, que foi atingido em cheio, despertando a fúria da multidão, que passou a atirar pedras também. Os soldados mais próximos de Cina o agarraram e o esfaquearam até a morte.
Plutarco conta uma história ligeiramente diferente, afirmando que  Pompeu teria visitado o acampamento de Cina e escapado depois de ser acusado de algum crime. Os soldados assumiram que Cina teria ajudado Pompeu a escapar e o mataram por esta traição de sua confiança. Em ambos os relatos, Cina foi morto não por causa de política, mas por um descontrole no comando de suas tropas. Christoph Bulst defende que Cina foi morto "em um motim absolutamente apolítico" lembrando que não havia menção de uma oposição específica a Cina e que ele não via sequer a necessidade de viajar com uma guarda pessoal.
Depois da morte de Cina, Carbão tornou-se o líder dos populares e único cônsul. O evento marcou o começo do fim do regime popular e imediatamente vieram à tona pública erros, casos de corrupção e de incompetência dos cinanos ("cinnani"), que começaram a perder apoios em favor de Sula. Em Roma, foram eleitos dois novos cônsules para o ano seguinte: Caio Norbano e Lúcio Cornélio Cipião Asiático Asiageno, que efetivamente comandariam, com Sertório, a segunda fase da guerra contra Sula.

## Família
Cina casou-se primeiro com Ânia, filha de Ânio (não identificado), com quem teve duas filhas e um filho. Uma destas filhas casou-se com um dos aliados de Cina chamado Cneu Domício Enobarbo. A outra, Cornélia Cinila, casou-se com Júlio César por volta de 84 a.C. e morreu em 69 a.C. no parto de uma filha, Júlia Cesaris, única filha (ou filho) conhecida do ditador.
O neto (ou filho) de Cina, filho de Lúcio Cornélio Cina, pretor em 44 a.C., o jovem Lúcio Cornélio Cina, fugiu da Itália quando Sula retornou, provavelmente para a Hispânia, onde Quinto Sertório ainda governava. Ele retornou por um curto período, em 78 a.C., para ajudar na revolta de Marco Emílio Lépido, cônsul em 78 a.C., sendo obrigado novamente a fugir para a Hispânia quando o complô foi desbaratado. Cina finalmente retornou a Roma no final do mesmo ano por causa da Lex Plautia, que anistiou todos os exilados da época da guerra civil. O filho deste Cina foi Cneu Cornélio Cina Magno, que foi perdoado duas vezes, a primeira por ter apoiado Marco Antônio, e, novamente, por conspirar contra o imperador Augusto. Surpreendentemente, ele foi agraciado com o consulado em 5 d.C..

## Legado
Lúcio Cornélio Cina foi um dos mais importantes políticos de sua época e da história da República Romana. Seu papel foi importante na disputa entre Mário e Sula, permitindo que o primeiro voltasse a Roma para seu sétimo consulado. O seu "Regnun Cinnanum" não foi bem documentado e muitos defendem que seu único objetivo teria sido o engrandecimento pessoal. Sua aliança com Mário, neste contexto, seria benéfica a este objetivo e não um revelação de seus objetivos políticos. Ele tentou se tornar um tirano disfarçado por um véu republicano ao seguir estritamente a constituição e sua única causa verdadeira parece ter sido a ampliação dos direitos dos italianos, equalizando todos os grupos da península. Apesar de menos documentado que seus contemporâneos, Cina teve um papel essencial na queda do sistema político da República Romana ao mostrar que ele podia ser corrompido para permitir uma forma velada de tirania, uma característica do período do Principado do período imperial.